# Chaostream
Chaostream – trzeci album studyjny polskiej grupy deathmetalowej Lost Soul. Wydany został 25 lutego 2005 nakładem wytwórni muzycznej Wicked World. Płyta była promowana podczas trasy koncertowej Blitzkrieg III w Polsce. Lost Soul wystąpił wraz z grupami Anorexia Nervosa, Rotting Christ i Vader.

## Lista utworów
Opracowano na podstawie materiału źródłowego.
| Nr | Tytuł utworu           | Słowa         | Muzyka    | Długość |
| -- | ---------------------- | ------------- | --------- | ------- |
| 1. | „Word Of Sin”          | Adam Sierżęga | Lost Soul | 4:31    |
| 2. | „Godstate”             | Adam Sierżęga | Lost Soul | 4:00    |
| 3. | „Death Crowns All”     | Adam Sierżęga | Lost Soul | 3:55    |
| 4. | „Shameful Race”        | Adam Sierżęga | Lost Soul | 4:52    |
| 5. | „The Hidden Law”       | Adam Sierżęga | Lost Soul | 6:11    |
| 6. | „Mortal Cage”          | Adam Sierżęga | Lost Soul | 4:22    |
| 7. | „Christian Meat”       | Adam Sierżęga | Lost Soul | 6:14    |
| 8. | „Angel's Cry”          | Adam Sierżęga | Lost Soul | 4:59    |
| 9. | „The Birth Of Babalon” | Adam Sierżęga | Lost Soul | 6:52    |
|    |                        |               |           | 45:56   |

## Twórcy
Opracowano na podstawie materiału źródłowego.
| Zespół Lost Soul w składzie - Jacek Grecki – wokal, gitara rytmiczna, gitara prowadząca - Piotr Ostrowski – gitara rytmiczna, gitara prowadząca - Tomasz Fornalski – gitara basowa - Adam Sierżęga – perkusja, instrumenty perkusyjne | Produkcja - Seth Siro Anton – okładka - Jacek Wiśniewski – oprawa graficzna - Lukasz "Baal" Lukowski – zdjęcia - Wojciech i Sławomir Wiesławscy – inżynieria dźwięku, miksowanie, mastering |

## Wydania
| Rok  | Nr katalogowy | Format | Wytwórnia      | Region          | Źródło |
| ---- | ------------- | ------ | -------------- | --------------- | ------ |
| 2005 | WICK 20 CD    | CD     | Wicked World   | Wielka Brytania | [ 6 ]  |
| 2005 | EMP CD 045    | CD     | Empire Records | Polska          | [ 6 ]  |